# 蔡成勲
蔡 成勲（さい せいくん）は、清代から中華民国にかけての軍人。北洋系の軍人で、北京政府では直隷派に属した。字は虎臣。

## 事績
1900年（光緒26年）、北洋武備学堂を卒業する。京畿附近駐屯軍副司令、督練処参議官、浙江第21鎮協統領などを歴任した。1912年（民国元年）、北京大総統府侍従武官に任命される。翌年に陸軍第1師第1旅旅長、1914年（民国3年）に陸軍第1師師長と昇進していく。
1916年（民国5年）6月の袁世凱死後は直隷派に属し、翌年に第7軍軍長に昇進した。同年8月、綏遠都統を兼任した。民国9年（1920年）9月、甘粛督軍を兼任する。民国10年（1921年）5月、陸軍総長に就任したが、同年12月に辞任した。
1922年（民国11年）6月、督理江西軍務善後事宜に就任して、同省を統治した。1924年（民国13年）、配下である贛南鎮守使方本仁により下野に追い込まれた。以後、天津に戻り隠居した。
1946年（民国35年）、死去。享年74。